# Forest Gate
Forest Gate est une zone anglaise située à l'est de Londres, dans le borough londonien de Newham.